# Gran Premio de Quebec
El Gran Premio de Quebec (oficialmente Grand Prix Cycliste de Quebec) es una carrera de un día profesional que se disputa en la ciudad de Quebec (capital de la provincia de Quebec, Canadá) desde 2010.  
Se disputó por primera vez en septiembre de 2010 (al igual que el Gran Premio de Montreal) siendo además ambas pruebas de la máxima categoría UCI (puntuables para la UCI World Calendar, con rango de carrera ProTour y desde 2011 perteneciendo al UCI WorldTour). Fueron las primeras carreras de América del Norte en ostentar dicho reconocimiento y es una de las seis únicas carreras del UCI WorldTour que se disputan fuera de Europa junto al Tour Down Under, la Cadel Evans Great Ocean Road Race, el UAE Tour, el Tour de Guangxi y el mencionado G. P. de Montreal.
En cierta medida se puede considerar heredera del Gran Premio de las Américas junto al mencionado Gran Premio de Montreal.
Es una de las pocas pruebas que se ha creado exclusivamente para el circuito ProTour, como también lo han sido la Contrarreloj por Equipos ProTeam, el Tour del Benelux y el Gran Premio de Montreal.
Está organizado por el Groupe Serdy.
El día anterior a la carrera, se realizaba una prueba de exhibición llamada Challenge Sprint Pro.

## Palmarés
| Año  | Ganador          | Segundo              | Tercero              |           |
| ---- | ---------------- | -------------------- | -------------------- | --------- |
| 2010 | Thomas Voeckler  | Edvald Boasson Hagen | Robert Gesink        |           |
| 2011 | Philippe Gilbert | Robert Gesink        | Rigoberto Urán       |           |
| 2012 | Simon Gerrans    | Greg Van Avermaet    | Rui Alberto Costa    |           |
| 2013 | Robert Gesink    | Arthur Vichot        | Greg Van Avermaet    |           |
| 2014 | Simon Gerrans    | Tom Dumoulin         | Ramūnas Navardauskas |           |
| 2015 | Rigoberto Urán   | Michael Matthews     | Alexander Kristoff   |           |
| 2016 | Peter Sagan      | Greg Van Avermaet    | Anthony Roux         |           |
| 2017 | Peter Sagan      | Greg Van Avermaet    | Michael Matthews     |           |
| 2018 | Michael Matthews | Greg Van Avermaet    | Jasper Stuyven       |           |
| 2019 | Michael Matthews | Peter Sagan          | Greg Van Avermaet    |           |
| 2020 | cancelada        | cancelada            | cancelada            | cancelada |
| 2021 | cancelada        | cancelada            | cancelada            | cancelada |
| 2022 | Benoît Cosnefroy | Michael Matthews     | Biniam Girmay        |           |
| 2023 | Arnaud De Lie    | Corbin Strong        | Michael Matthews     |           |
| 2024 | Michael Matthews | Biniam Girmay        | Rudy Molard          |           |

## Palmarés por países
| País          | Victorias | 2.º lugar | 3.º lugar | Total | Último vencedor          |
| ------------- | --------- | --------- | --------- | ----- | ------------------------ |
| Australia     | 5         | 2         | 2         | 9     | Michael Matthews en 2024 |
| Bélgica       | 2         | 4         | 3         | 9     | Arnaud De Lie en 2023    |
| Francia       | 2         | 1         | 2         | 5     | Benoît Cosnefroy en 2022 |
| Eslovaquia    | 2         | 1         | -         | 3     | Peter Sagan en 2017      |
| Países Bajos  | 1         | 2         | 1         | 4     | Robert Gesink en 2013    |
| Colombia      | 1         | -         | 1         | 2     | Rigoberto Urán en 2015   |
| Noruega       | -         | 1         | 1         | 2     | -                        |
| Eritrea       | -         | 1         | 1         | 2     | -                        |
| Nueva Zelanda | -         | 1         | -         | 1     | -                        |
| Portugal      | -         | -         | 1         | 1     | -                        |
| Lituania      | -         | -         | 1         | 1     | -                        |

En negrilla corredores activos.

## Estadísticas

### Más victorias
| Ciclista         | Victorias | Años              |
| ---------------- | --------- | ----------------- |
| Michael Matthews | 3         | 2018, 2019 y 2024 |
| Simon Gerrans    | 2         | 2012 y 2014       |
| Peter Sagan      | 2         | 2016 y 2017       |

### Victorias consecutivas
- Dos victorias seguidas:
  -  Peter Sagan (2016, 2017)
  -  Michael Matthews (2018, 2019)

En negrilla corredores activos.